# アンディ・フィリップス
ジョージ・アンドリュー・フィリップス（George Andrew "Andy" Phillips , 1977年4月6日 - ）は、アメリカ合衆国アラバマ州出身の元プロ野球選手（内野手）。

## 経歴

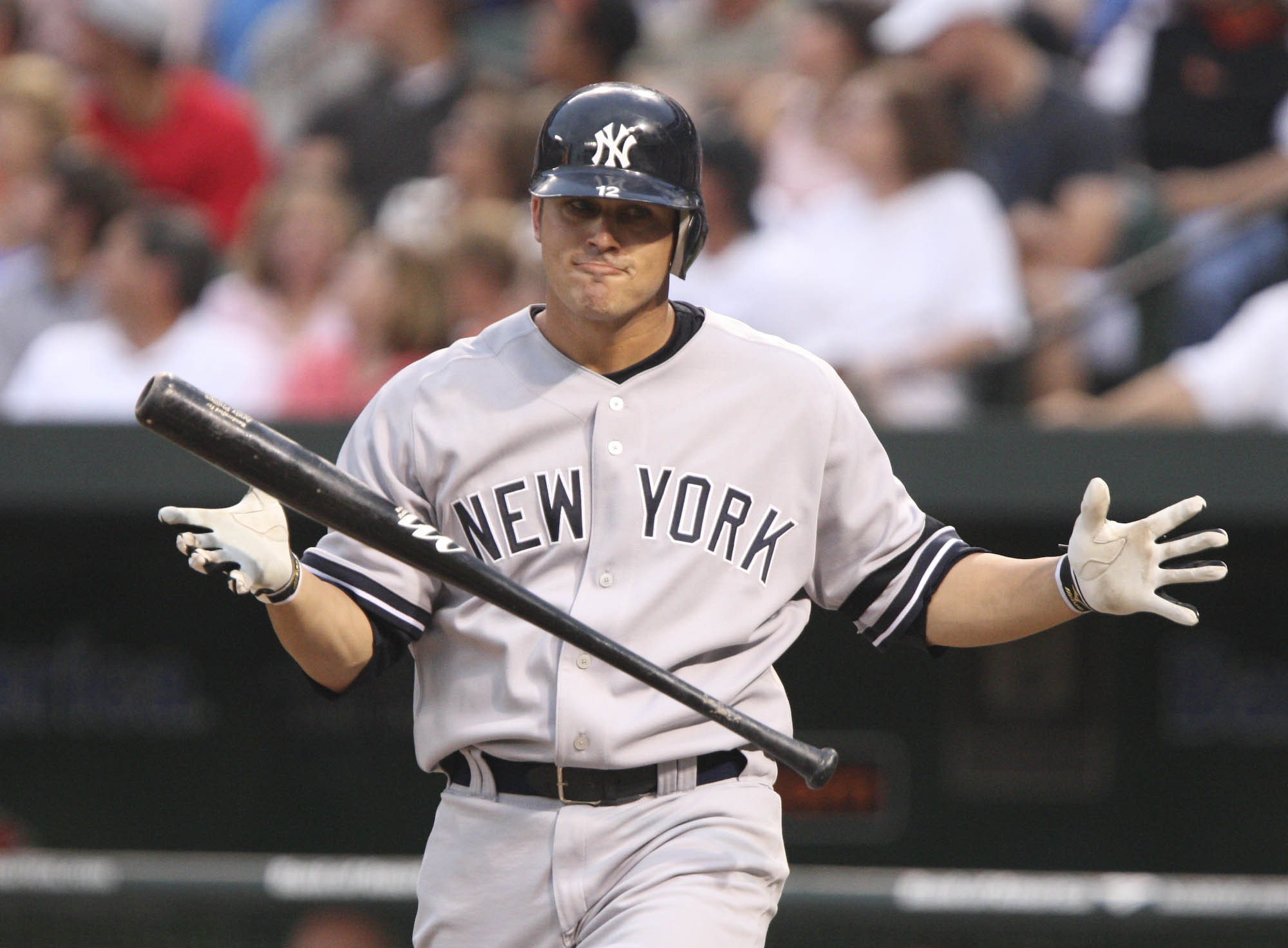
ニューヨーク・ヤンキース時代
(2007年6月28日)

高校卒業時の1995年にミルウォーキー・ブルワーズからMLBドラフト41巡目で指名されるが契約せずアラバマ大学に進学。1999年、ニューヨーク・ヤンキースからMLBドラフト7巡目で指名され契約。
2004年9月14日、対カンザスシティ・ロイヤルズ戦の9回表に代走でメジャーデビュー。9月26日、フェンウェイ・パークで行われた対ボストン・レッドソックス戦の8回表に代打で出場し、メジャー初打席でグリーンモンスターを越える2ラン本塁打を打った。メジャー史上21人目の初球初打席初本塁打だった。2006年はジェイソン・ジアンビら主力選手の故障で出場機会が大幅に増え、主に一塁手で110試合に出場。6月にはチーム最高の月間打率.333を記録。二塁や三塁も守り、ユーティリティープレイヤーとして活躍した。
2007年は6月にメジャー昇格。ダグ・ミントケイビッチらと一塁のポジションを争い、打率3割前後をキープしていたが、9月2日の対タンパベイ・デビルレイズ戦でジェイソン・ハメルから死球を受け右手首を負傷。全治4～6週間と診断されそのままシーズンを終えた。シーズン後の2007年12月3日に戦力外となり、FAとなった。
2008年1月4日にシンシナティ・レッズとマイナー契約。5月28日にメジャー昇格を果たし主に代打で出場していたが、故障者リスト入りしていたジェフ・ケッピンジャーが復帰したため6月22日に戦力外となり、3日後にニューヨーク・メッツと契約。メッツで4試合に出場後、再び戦力外となり、7月3日にレッズと再契約した。
2009年はピッツバーグ・パイレーツ傘下の3Aインディアナポリス、シカゴ・ホワイトソックス傘下の3Aシャーロットでプレーしたが、6月15日にFAとなった。6月26日、広島東洋カープが獲得を発表。6月30日、対読売ジャイアンツ戦にて3番・左翼手で来日初出場、同日に来日初本塁打を記録した。9月30日の対横浜ベイスターズ戦でコルビー・ルイスがバントを失敗し、ベンチでヘルメットを地面に叩きつけたとき顔面を負傷した。15本塁打を放ったものの、オフに自由契約となる。
2010年1月13日、東北楽天ゴールデンイーグルスが1年契約、総額5000万円で契約したと発表した。交流戦での古巣・広島戦において、5月14日の試合では2本の2点適時打で4打点、翌15日には先制ソロに加え延長戦で決勝適時打を放ち、この2試合で9打数5安打の打率.556、1本塁打6打点と大活躍し、古巣を見返す働きを示した。しかし、開幕から打撃不振に陥ったため、5月25日に1軍登録抹消された。10月27日に藪恵壹、トッド・リンデン、宮出隆自らと共に来季の契約を結ばないことが発表された。
2011年1月4日、母校であるアラバマ大学のアシスタントコーチに就任した。

## 人物
広島入団時、球団公式サイトでは「男前新外国人選手」と紹介された。フィリップスが出場していた試合の解説を務めた達川光男も「ヘルメットでよく見えませんけど取ったら男前なんですよ」と語っていた。
広島では左翼手での出場が多かったが、本来の守備位置は内野で、外野守備にはMLBでも3回（すべて左翼）しか就いておらず、お世辞にも上手いとは言えない。広島時代にはフライやライナーを捕球しただけでファンから大きな拍手が起きるほどだった。

## 詳細情報

### 年度別打撃成績
| 年 度    | 球 団    | 試 合 | 打 席 | 打 数 | 得 点 | 安 打 | 二 塁 打 | 三 塁 打 | 本 塁 打 | 塁 打 | 打 点 | 盗 塁 | 盗 塁 死 | 犠 打 | 犠 飛 | 四 球 | 敬 遠 | 死 球 | 三 振 | 併 殺 打 | 打 率 | 出 塁 率 | 長 打 率 | O P S |
| -------- | -------- | ----- | ----- | ----- | ----- | ----- | -------- | -------- | -------- | ----- | ----- | ----- | -------- | ----- | ----- | ----- | ----- | ----- | ----- | -------- | ----- | -------- | -------- | ----- |
| 2004     | NYY      | 5     | 8     | 8     | 1     | 2     | 0        | 0        | 1        | 5     | 2     | 0     | 0        | 0     | 0     | 0     | 0     | 0     | 1     | 1        | .250  | .250     | .625     | .875  |
| 2005     | NYY      | 27    | 41    | 40    | 7     | 6     | 4        | 0        | 1        | 13    | 4     | 0     | 0        | 0     | 0     | 1     | 0     | 0     | 13    | 1        | .150  | .171     | .325     | .496  |
| 2006     | NYY      | 110   | 263   | 246   | 30    | 59    | 11       | 3        | 7        | 97    | 29    | 3     | 2        | 0     | 2     | 15    | 0     | 0     | 56    | 9        | .240  | .281     | .394     | .676  |
| 2007     | NYY      | 61    | 207   | 185   | 27    | 54    | 7        | 1        | 2        | 69    | 25    | 0     | 3        | 6     | 2     | 12    | 0     | 2     | 26    | 5        | .292  | .338     | .373     | .711  |
| 2008     | NYM      | 4     | 5     | 5     | 1     | 1     | 0        | 0        | 0        | 1     | 0     | 0     | 0        | 0     | 0     | 0     | 0     | 0     | 0     | 1        | .200  | .200     | .200     | .400  |
| 2008     | CIN      | 52    | 80    | 73    | 11    | 17    | 3        | 0        | 3        | 29    | 10    | 0     | 0        | 0     | 0     | 6     | 0     | 1     | 14    | 3        | .233  | .300     | .397     | .697  |
| '08計    | CIN      | 56    | 85    | 78    | 12    | 18    | 3        | 0        | 3        | 30    | 10    | 0     | 0        | 0     | 0     | 6     | 0     | 1     | 14    | 4        | .231  | .294     | .385     | .679  |
| 2009     | 広島     | 74    | 301   | 264   | 35    | 70    | 15       | 1        | 15       | 132   | 50    | 0     | 0        | 0     | 5     | 27    | 0     | 5     | 48    | 7        | .265  | .339     | .500     | .839  |
| 2010     | 楽天     | 26    | 92    | 81    | 11    | 16    | 2        | 0        | 2        | 24    | 12    | 0     | 0        | 0     | 1     | 9     | 0     | 1     | 21    | 2        | .198  | .283     | .296     | .579  |
| MLB：5年 | MLB：5年 | 259   | 604   | 557   | 77    | 139   | 25       | 4        | 14       | 214   | 70    | 3     | 5        | 6     | 4     | 34    | 0     | 3     | 110   | 20       | .250  | .294     | .384     | .678  |
| NPB：2年 | NPB：2年 | 100   | 393   | 345   | 46    | 86    | 17       | 1        | 17       | 156   | 62    | 0     | 0        | 0     | 6     | 36    | 0     | 6     | 69    | 9        | .249  | .326     | .452     | .778  |

### 記録
NPB
- 初出場・初先発出場：2009年6月30日、対読売ジャイアンツ10回戦（長良川球場）、3番・左翼手で先発出場
- 初安打・初本塁打・初打点：同上、8回表に東野峻から左越2ラン

### 背番号
- 39 （2004年）
- 18 （2005年 - 同年途中、2008年 - 同年途中）
- 14 （2005年途中 - 同年終了）
- 12 （2006年 - 2007年）
- 29 （2008年途中 - 同年途中）
- 46 （2008年途中 - 同年終了）
- 22 （2009年）
- 5 （2010年）

### 登場曲
- 『City On Our Knees』 TOBY MAC（2010年）